# Tache d'Airy
Pour les articles homonymes, voir Airy.

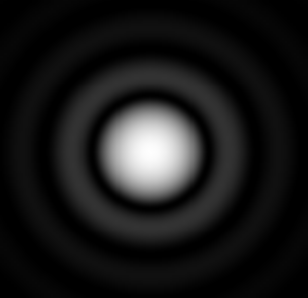
Exemple de tache d'Airy simulée par ordinateur.

La tache d'Airy est la figure de diffraction résultant de la traversée d'un trou circulaire par la lumière. On parle de tache d'Airy dans le cas des systèmes optiques pour qualifier la meilleure image possible d'un point source par ce système. Un système dont la réponse impulsionnelle donne une tache d'Airy est dit limité par la diffraction.
Le nom de cette figure provient de George Biddell Airy (1801-1892), un scientifique anglais qui découvrit et décrivit le phénomène en 1835 dans On the Diffraction of an Object-glass with Circular Aperture.
La figure présente une symétrie de révolution et prend la forme d'une tache brillante auréolée de cercles concentriques de plus faible luminosité.

## Découverte
On doit la description du phénomène à George Biddell Airy en 1835 alors que le phénomène de diffraction avait déjà été découvert plus d'une dizaine d'années auparavant.

## Expression de l'éclairement

Coupe de l'éclairement en fonction de la position dans une tache d'Airy.

Lorsque la figure est observée loin du trou diffractant, l'éclairement varie en fonction de l'angle θ entre le point considéré et le centre de la figure :
{\displaystyle E(x)=E_{0}\left({\frac {2J_{1}(\pi x)}{\pi x}}\right)^{2}=E_{0}\operatorname {jinc} (\pi x)^{2}},
où
- {\displaystyle x={\frac {d\sin \theta }{\lambda }}},
- {\displaystyle E_{0}} est l'éclairement au centre de la figure ;
- {\displaystyle J_{1}} est la fonction de Bessel du premier ordre, la fonction jinc, définie sur {\displaystyle J_{1}}, est la fonction sombrero ;
- {\displaystyle d} est le diamètre de l'ouverture ;
- {\displaystyle \theta } est l'angle, ayant son sommet au centre du trou, entre l'axe de révolution et la direction considérée ;
- {\displaystyle \lambda } est la longueur d'onde de la lumière.

Cette expression est obtenue par la théorie de la diffraction de Fraunhofer. Elle correspond au carré du module de la transformée de Fourier de la fonction caractéristique du disque représentant l'ouverture.
La première annulation de cette fonction se produit lorsque {\displaystyle x\simeq 1{,}22} ce qui correspond à un angle
{\displaystyle \theta \simeq 1{,}22\,{\frac {\lambda }{d}}}.
La figure de diffraction peut aussi être observée à plus courte distance en se plaçant dans le plan focal d'un objectif. C'est notamment le cas lorsqu'on considère la diffraction provoquée par l'ouverture de ce même objectif. On a alors la même expression de {\displaystyle E(x)}, où l'on peut écrire :
{\displaystyle x={\frac {d}{\lambda }}\sin \theta ={\frac {d}{\lambda }}{\frac {r}{f}}={\frac {r}{N\lambda }}},
où
- {\displaystyle r} est la distance entre le point considéré sur l'image et le centre de la figure ;
- {\displaystyle f} est la focale de l'objectif ;
- {\displaystyle N} est son nombre d'ouverture.

Le rayon du premier disque noir constitue le rayon de la tache d'Airy et vaut :
{\displaystyle r\simeq 1{,}22\,\lambda \,N}.

### Valeurs particulières
| point              | x        | E(x) / E0 |
| ------------------ | -------- | --------- |
| point à mi-hauteur | 0.514497 | 0.5       |
| premier zéro       | 1.219670 | 0         |
| maximum local      | 1.634719 | 0.017498  |
| deuxième zéro      | 2.233131 | 0         |
| maximum local      | 2.679292 | 0.004158  |
| troisième zéro     | 3.238315 | 0         |

## Pouvoir de résolution
Un effet important de cette tache, est la dégradation de la résolution des images dans les appareils optiques (appareil photographique, télescope…). On peut calculer le critère de Rayleigh avec ce profil de la tache d'Airy, donnant une formule de la limite de séparation entre deux objets. Des techniques numériques de traitement d'image, comme la déconvolution,  permettent de compenser en partie ce phénomène d'étalement du signal.

## Limitation des performances d'un système optique
La tache d'Airy intervient aussi lors de la lecture d'un espace de stockage optique (CD, DVD, blu-ray...). En effet, la capacité de stockage de ces supports optiques est entièrement dépendante de la largeur de cette tache : la tache ne doit couvrir qu'une seule piste du disque, ainsi, plus la tache est large, plus l'espace entre deux pistes est grand, et moins la capacité de stockage est grande.

### Cas particulier des systèmes photographiques
Pour des systèmes photographiques, les performances des objectifs sont limitées principalement par deux facteurs que sont la conception optique du système et la diffraction. Même si la limitation principale du système optique dépend de l'ouverture, elle est toujours comparée à la dimension de la tache d'Airy qui est la meilleure réponse possible. 
Les optiques sont généralement limitées par leur conception optique jusqu'à f/8 et sont limités par la diffraction au-delà de f/16.